# Fiordo di Bernstorff

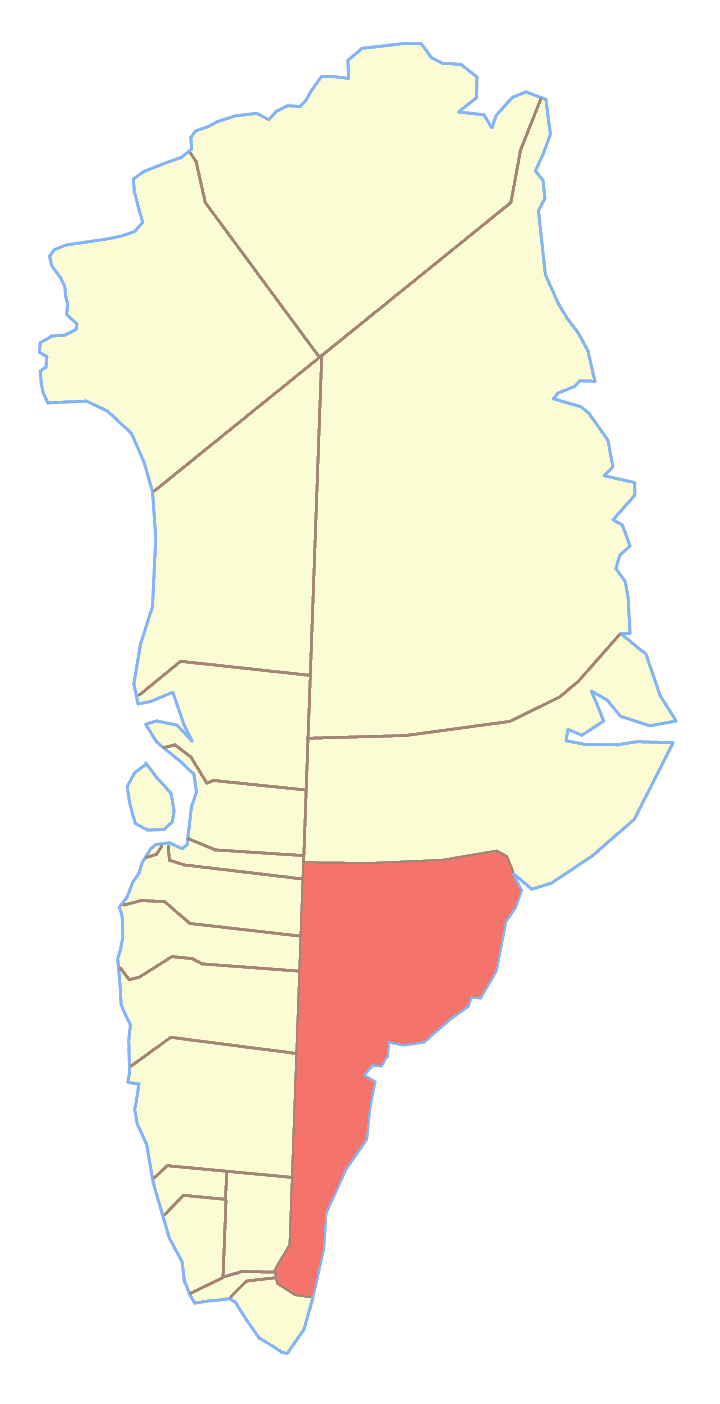
Ex comune di Ammassalik, dove si trovava il fiordo di Bernstorffs

Il fiordo di Bernstorff (danese: Bernstorffs Isfjord) è un fiordo della Groenlandia che sbocca nell'Oceano Atlantico; sulla riva nord della sua bocca è situato il Capo Møsting e ancora più a nord si trova la baia di Umivik. Il fiordo di Bernstorff è situato nella Costa di Re Federico VI; appartiene al comune di Sermersooq.